# 仮想企業
仮想企業とは、ウェブ上で実現される企業活動のこと。バーチャル・リアリティのような企業（コーポレーション、カンパニー）ということで、バーチャル・コーポレーション、バーチャル・カンパニーとも言う。
1990年代前半に、ウィリアム・ダビドゥとマイケル・マローンの共著『バーチャル・コーポレーション』（牧野昇・訳、徳間書店）で提起された未来企業像。
トフラーの「生産消費者」なる概念に似て、ネットを通して顧客のニーズが反映され、ときには顧客自身が生産活動に参加する。またトフラーの「アドホクラシー」なる概念にも似て、あるプロジェクトのためにだけ人材が（ウェブ上）結集して、目的が達成されたら解散するという、当座企業的な面がある。アドホクラシーは政体についての言及に使用されるにふさわしい造語だが、仮想企業は企業のほうにふさわしい、というのが両者のニュアンスの差異であろう。

## 実例
- 共愛学園前橋国際大学が、ゼミで『繭美蚕』という仮想企業を設立した。